# سامول آصلانیان
سامول هویکی آصلانیان (روسی: Самвел Овикович Асланян؛ زادهٔ ۲۳ فوریهٔ ۱۹۸۶) بازیکن هندبال ارمنی‌تبار اهل روسیه است. وی در بازی‌های المپیک تابستانی ۲۰۰۸ در پکن به رقابت پرداخت جایی که تیم ملی هندبال روسیه به مقام ششم رسید.